# Stazione di Seiano
La stazione di Seiano è una stazione della ferrovia Circumvesuviana, sita presso l'omonima frazione del comune di Vico Equense.
Si trova sulla ferrovia Torre Annunziata-Sorrento.

## Storia
Fu aperta al pubblico il 6 gennaio 1948, al termine dei lavori di prolungamento della linea ferroviaria verso Sorrento.

## Strutture e impianti
La stazione è posta su un alto viadotto, delimitato da due gallerie, sul quale corre l'unico binario passante. Il fabbricato viaggiatori ospita una sala d'attesa e una biglietteria.
Il traffico passeggeri, mediamente scarso, aumenta notevolmente durante il periodo estivo per la prossimità della Marina di Seiano, raggiunta da numerosi turisti e bagnanti.
La stazione è impresenziata da settembre 2007; da allora, il fabbricato viaggiatori versa in condizioni pessime.
All'esterno del fabbricato una biglietteria automatica EAV.

## Movimento
In questa stazione fermano tutti i treni per Napoli e Sorrento.

## Servizi
La stazione dispone di:
- Biglietteria automatica